# Lawrence (Nassau County, New York)
Lawrence ist ein Village im Nassau County, New York, Vereinigte Staaten. Zum Zeitpunkt des United States Census 2020 lebten hier 6.809 Einwohner. Das Village Lawrence liegt in der südwestlichen Ecke der Town of Hempstead und grenzt im Westen an den New Yorker Stadtbezirk Queens und im Süden an den Atlantischen Ozean. 
Lawrence ist eine der Five Towns, die aus den Dörfern Lawrence und Cedarhurst, den Weilern Woodmere und Inwood sowie "The Hewletts" (bestehend aus dem Weiler Hewlett und den Dörfern Hewlett Bay Park, Hewlett Harbor und Hewlett Neck) sowie Woodsburgh, bestehen.

## Geschichte

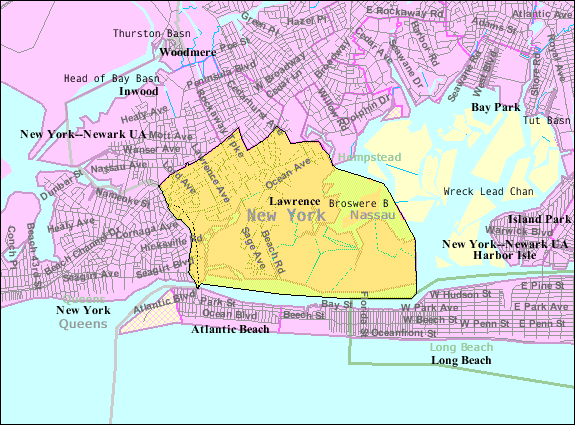
U.S. Census Map

Old Lawrence, oder Back Lawrence, ist ein Teil des Village of Lawrence und besteht aus vielen großen Häusern, Villen, Strandvillen und ehemaligen Plantagen mit sehr großem Grundbesitz, von denen einige bis in die Zeit der amerikanischen Revolution zurückreichen. Das Haus Rock Hall war einst die Heimstätte einflussreicher lokaler Familien und ist heute ein Museum und ist im National Register of Historic Places gelistet.
Ab 1869 wurde eine Eisenbahnlinie fertiggestellt, die von New York City aus durch die heutigen Five Towns führte. Ein Teil des Landes in diesem Gebiet wurde von drei Brüdern mit dem Nachnamen "Lawrence" erworben, nach denen das Dorf schließlich benannt wurde. In der zweiten Hälfte des 19. Jahrhunderts war es bis in die 1890er Jahre hinein ein wichtiger Urlaubsort für wohlhabende Familien. Eine Reihe von Wirbelstürmen und Nordostwinde veränderten die Küstenlinie erheblich und zerstörten ein großes Hotel am Strand. Lawrence hatte deshalb keinen direkten Zugang mehr zu den Sandstränden des Atlantiks. Zur gleichen Zeit begann Lawrence, sich zu von einem Urlaubsgebiet zu einem modernen Vorort zu entwickeln.
1897 wurde Lawrence als Village gegründet. War Old Lawrence lange eine Hochburg der White Anglo-Saxon Protestants, entwickelte sich der Ort in den 1940er bis 1980er Jahren zu einem Zentrum des liberalen und konservativen Judentums, zu dem auch die größte Reformsynagoge auf Long Island (Temple Israel) gehörte. Ab den 1980er Jahren zogen auch orthodoxe Juden in den Ort.

## Demografie
Nach einer Schätzung von 2021 leben in Lawrence 6796 Menschen. Die Bevölkerung teilt sich auf in 94 % Weiße, 1 % Asiaten und 1 % mit zwei oder mehr Ethnizitäten. Hispanics oder Latinos aller Ethnien machten 2 % der Bevölkerung aus. Das mittlere Haushaltseinkommen lag bei 152.600 US-Dollar und die Armutsquote bei knapp 2 %. Aufgrund der Nähe zu New York liegt der Immobilienwert im Median bei mehr als einer Million US-Dollar und die monatliche Miete bei knapp 1900 US-Dollar.

## Verwaltung
Lawrence bildet ein Village innerhalb der Town of Hempstead. Das Village of Lawrence wird von einem fünfköpfigen Vorstand verwaltet, der aus dem Bürgermeister und vier Kuratoren besteht, die jeweils für zwei Jahre gewählt werden.

## Verkehr
Der Ort besitzt eine Bahnstation an der Long Island Rail Road, der ihn mit New York City verbindet.